# Mantispa meadewaldina
Mantispa meadewaldina is een insect uit de familie van de Mantispidae, die tot de orde netvleugeligen (Neuroptera) behoort. 
Mantispa meadewaldina is voor het eerst wetenschappelijk beschreven door Navás in 1914.